# Zeche Frohe Ansicht
Die Zeche Frohe Ansicht war ein Steinkohlenbergwerk in Fröndenberg-Ardey-Frömern. Die Zeche war auch unter den Namen Zeche Frohe Aussicht oder Zeche Schöne Aussicht bekannt.

## Bergwerksgeschichte
Bereits im Jahr 1575 wurde in diesem Gebiet Abbau betrieben. Am 26. März 1820 wurde die Mutung eingelegt und am 16. Oktober wurde ein Längenfeld verliehen. Am 1. Juli 1821 wurde die Zeche in Betrieb genommen. Es wurde in der Nähe des Thabraucks eine alte Stollenanlage mit Lichtloch überarbeitet. Diese Stollenanlage stammte vermutlich von der im 18. Jahrhundert betriebenen Stollenzeche Nepomuk. Das Stollenmundloch befand sich in einer Höhe von 168 Meter über Normalnull. Im Jahr 1822 wurde Abbau betrieben und im Nebenflöz Dreckbank eine Grundstrecke nach Osten aufgefahren. 1825 wurde am Schacht Gotthilf im Nebenflöz zunächst Abbau betrieben, danach war die Zeche bis 1827 zeitweise außer Betrieb.
Im Jahr 1828 wurden 151 Lachter östlich von Schacht Gotthilf der Schacht Elisabeth geteuft. 1830 wurde am Schacht Elisabeth Abbau betrieben. Von 1831 bis 1835 war die Zeche zeitweise außer Betrieb. Im Jahr 1836 wurden 169 Lachter östlich von Schacht Elisabeth der Schacht Hoffnung geteuft. 1840 war die Zeche wiederum zeitweise außer Betrieb und ab dem 31. Dezember desselben Jahres war sie komplett außer Betrieb. Ab dem 13. April 1841 wurde wieder Abbau betrieben und ab Oktober desselben Jahres wurde nur das Grubenfeld ausgerichtet. Ab dem März des darauf folgenden Jahres wurde zunächst Abbau betrieben und am 31. Dezember 1842 erfolgte die erneute Stilllegung. Ab dem 1. März des Jahres wurde am Schacht Hoffnung wieder Abbau betrieben. 1845 wurde das Bergwerk zeitweise in Fristen erhalten. Vom 17. Februar bis zum 5. September 1847 wurde das Bergwerk erneut in Fristen erhalten und im November desselben Jahres wurde die Zeche Frohe Ansicht erneut stillgelegt. 
Im Jahr 1951 wurde das Bergwerk unter dem neuen Namen Zeche Haggenberg mit einem neu angesetzten Stollen erneut in Betrieb genommen.

### Förderung
Die ersten bekannten Förderzahlen des Bergwerks stammen aus dem Jahr 1830, es wurden 9689 Scheffel Steinkohle gefördert. Im Jahr 1835 wurden 15.628½ Scheffel Steinkohle gefördert. Im Jahr 1840 stieg die Förderung leicht an auf 17.819½ Scheffel Steinkohle. Die maximale Förderung des Bergwerks wurde im Jahr 1844 erbracht, es wurden 23.034 Scheffel gefördert. Im Jahr 1845 sank die Förderung auf 18.826 Scheffel. Die letzten bekannten Förderzahlen des Bergwerks stammen von 1847, in dem Jahr wurden 4353 Scheffel Steinkohle gefördert.

## Haggenberg
Die Zeche Haggenberg war eine Kleinzeche in Fröndenberg-Ardey-Strickherdicke, Besitzer der Kleinzeche war Emil Deichmüller. Die Zeche wurde am 15. November 1951 in Betrieb genommen und war bis Anfang 1953 in Betrieb. Zunächst wurde ein Stollen nahe Thabrauck aufgefahren. Im Laufe des Jahres 1951 wurde ein tonnlägiger Schacht mit einer Teufe von 61 Meter geteuft. Im ersten Jahr wurden mit 17 Bergleute 46 Tonnen Steinkohle gefördert, im darauffolgenden Jahr mit 10 Bergleuten 856 Tonnen Steinkohle. Am 5. März 1953 wurde die Zeche Haggenberg stillgelegt und ab August desselben Jahres unter dem Namen Zeche Frohe Ansicht wieder in Betrieb genommen.

## Frohe Ansicht (Kleinzeche)
Die Kleinzeche Frohe Ansicht in Fröndenberg-Ardey-Frömern wurde im Volksmund auch Elend genannt. Über diese Kleinzeche wird nur sehr wenig berichtet. Zunächst wurde die Zeche als Nachfolgebetrieb der am 5. März 1953 stillgelegten Zeche Haggenberg am 1. August desselben Jahres in Betrieb genommen. Am 13. Oktober kam es zu einem Strebbruch, bei dem ein Bergmann tödlich verunglückte. Am 15. Oktober 1953 wurde die Zeche endgültig stillgelegt. Am 2. Oktober des Jahres 1961 wurde das Längenfeld Frohe Ansicht in den Unterlagen des Bergamts gelöscht. 